# Carl Bertelsen
Pour les articles homonymes, voir Bertelsen.
Carl Andreas Clausen Bertelsen, né le 15 novembre 1937 à Haderslev (Danemark) et mort le 11 juin 2019, est un joueur de football international danois.

## Carrière
Jouant au milieu de terrain, il fut international danois à 20 reprises. Il participa à l'Euro 1964, il marqua pour le match de la troisième place, à la 82e minute contre la Hongrie, match perdu en prolongations (1-3 ap). Durant ces éliminatoires, il marqua un but dans les deux matchs l'opposant à Malte.
Au cours de sa carrière en club, il a joué pour Haderslev FK, Esbjerg fB, Morton, Dundee, Kilmarnock et OB.

## Clubs
- Esbjerg fB
- Greenock Morton Football Club
- Dundee FC
- Kilmarnock FC
- OB Odense